# Erin Strauss
Erin Strauss is een personage uit de politieserie Criminal Minds die vanaf 22 september 2005 door de CBS uitgezonden werd. Ze wordt gespeeld door Jayne Atkinson
Erin Strauss is de assistent-directeur van de FBI, en heeft zodoende de supervisie over de gedragsanalyse-eenheid binnen de FBI. Ze is zeer rechtlijnig, en let er vooral op dat de profilers niet buiten hun boekje gaan. Ze wilde koste wat het kost de eenheid opheffen, vanwege hun onorthodoxe manier van werken. Ze kreeg daar echter geen toestemming voor van de directeur. In seizoen 8 van Criminal Minds zal zij regelmatig terugkeren.
Aan het einde van seizoen 8 wordt ze vermoord door The Replicator.